# Pentachaeta
Pentachaeta é um género botânico pertencente à família Asteraceae.